# Florence Hedges
Florence Hedges (24 de agosto de 1878-17 de diciembre de 1956) fue una fitopatóloga pionera, profesora, botánica, micóloga, traductora, y curadora estadounidense.

## Biografía
En 1901, se graduó de la Universidad de Míchigan. El Buró de Industrias Vegetales BPI, bajo la supervisión de Smith, fue la única agencia federal empleando voluntariamente a mujeres como investigadoras anteriores a la Primera Guerra Mundial - una trayectoria por la que estaba justificadamente orgulloso, ese funcionario científico.
Gran parte de su trabajo fueron investigaciones de enfermedades bacterianas de las plantas. Como uno de sus primeros esfuerzos para empezar a solucionar graves enfermedades de los cultivos, Hedges supervisó la plantación de una parte de la cosecha de 1920 de la devastada Dakota del Sur en Arlington, VA, lo que resultó en un gran número de plantas enfermas, muchas de las cuales nunca sobrevivieron más allá de la etapa de plántula. Después de examinar plantas tanto de Dakota del Sur y de la siembra experimental en Virginia, descubrió las bacterias Gram-negativas, colonizando constantemente el sistema vascular de las plantas enfermas, marchitas. Esos hallazgos confirmaron eficazmente la marchitez bacteriana Bacterium solanacearum, organismo gramnegativo, recientemente descubierto y caracterizado por Smith (ahora conocido como Ralstonia solanacearum).
Destacada traductora, con su colega Erwin Frink Smith, tradujeron, en 1920, una biografía del bacteriólogo Louis Pasteur hecha en 1896 por Émile Duclaux.
Falleció en San Francisco, California.

## Honores
- Miembro correspondiente de varias sociedades científicas de Europa.

## Algunas publicaciones
- carlotta case de Hall. 1950. Notholaena Copelandii, a Newly Recognized Species of the Texano- Mexican Region. Am. Fern J. 40 (2 ): 178-187

- La abreviatura «Hedges» se emplea para indicar a Florence Hedges como autoridad en la descripción y clasificación científica de los vegetales.[8]